# Carlos Antonio Hinojosa
Carlos Antonio Hinojosa Hidalgo (Alcalá la Real, Jaén, 1 de febrero de 1979) es un político español,  alcalde de Alcalá la Real desde septiembre de 2013 a junio de 2019.

## Biografía
Es Licenciado en Ciencias Matemáticas por la Universidad de Granada y profesor interino de educación secundaria. En el ámbito político fue coordinador provincial de la Agencia Andaluza del Voluntariado entre julio de 2006 a diciembre de 2007, así como coordinador provincial del Instituto Andaluz de la Juventud ente diciembre de 2007 a agosto de 2012.
Fue alcalde de Alcalá la Real entre 2013 a 2019, tras la dimisión de Elena Víboras.
Ha sido también secretario general del PSOE de Alcalá la Real, cargo que ocupó entre 2012 a 2020, secretario de formación y nueva militancia del PSOE de Jaén desde 2010 a 2017, y secretario general de las Juventudes Socialistas en la provincia de Jaén entre 2004 y 2010.
Antes de ser alcalde, fue concejal de Medio Ambiente y Nuevas Tecnologías (2003-2007), de Deportes y Nuevas Tecnologías (2007-2008) y primer teniente de alcalde y concejal de Presidencia, Hacienda, Seguridad Ciudadana, Deportes y Juventud (2011-2013) en la localidad.